# György Andor
György Andor (născut György Anhäupel pe 13 iulie 1867, Pesta-d. 7 decembrie 1914, Budapesta) a fost un scriitor, teolog catolic și istoric al religiilor maghiar.